# DDP-24
CCC DDP-24 (Digital Data Processor 24, цифровой процессор данных) — 24-битный мини-компьютер, разработанный в Computer Control Corporation и выпущенный в июне 1963 года. Использовался как ядро для авиационных тренажёров и систем обработки данных реального времени в 1960-е годы, для моделирования полёта ракет (DDP-24 использовался в американской Лунной программе), а также как цифровая часть научных аналого-цифровых комплексов (таких как EAI Hydac 2400). Средняя цена поставки DDP-24 в 1964 году составляла 300 000 $. Позже были так же выпущены модели DDP-124 и DDP-224, отличающиеся использованной элементной базой и быстродействием ОЗУ.
Компьютер был построен на 22000 диодах и 2700 транзисторах, размещённых в модулях «S-pac» (на модуле мог располагаться триггер, логический вентиль или что-то ещё в таком роде). Оперативная память — на магнитных сердечниках с временем цикла 5 мксек. Объём ОЗУ в базовом наборе составляла 4К слов, но расширялся до 32К.
Система команд — одноадресная, 60 инструкций, одна инструкция занимала одно машинное слово (24 бита). Представление чисел — с фиксированной запятой, в конструкции машины предусмотрены команды для удобства программной работы с числами с плавающей запятой и числами в BCD-представлении. Кодировка символьной информации — 6-битная, по 4 символа на машинное слово.
В качестве основного средства ввода-вывода и управления использовался Flexowriter, для хранения данных использовался накопитель на полудюймовой магнитной ленте, так же имелся быстродействующий принтер и оборудование для работы с перфолентами и перфокартами.

## Характеристики
- Потребляемая мощность — 0.4 кВт
- Занимаемая площадь — 2.33 м²
- Объём — 3.6 м³
- Вес — 907 кг.
- Температурный диапазон — 0°С — +45°С